# Conan O'Brien
Conan Christopher O'Brien (Brookline, Massachusetts, 18 de abril de 1963) es un presentador de televisión, comediante, escritor, productor, músico y actor de voz estadounidense. Es principalmente reconocido por haber presentado el programa de conversación nocturno Late Night with Conan O'Brien en la cadena estadounidense NBC entre 1993 y 2009. En ese tiempo, reemplazó a Jay Leno como presentador del programa de televisión The Tonight Show (el late-night más visto de Estados Unidos) en la misma cadena. Sin embargo, NBC decidió despedirlo a principios de 2010 argumentando que la audiencia había bajado demasiado desde su aparición, aunque otras versiones indican que su desvinculación respondió a decisiones políticas de la cadena.
De hecho, esta polémica que hubo entre Leno y O'Brien no es la primera que Leno ha tenido con otros presentadores de late night en Estados Unidos y acerca del mismo espacio televisivo, el más importante de Estados Unidos. La más importante fue la que tuvo como sustituto de Johnny Carson en The Tonight Show, un puesto que se disputaba con David Letterman.
Desde 2010 hasta 2021, condujo el late show Conan, transmitido por TBS, que ha recibido numerosos premios. 
Desde 2022, desarrollará un programa para HBO Max.

## Biografía

### Infancia
Conan O'Brien nació en Brookline, Massachusetts, un suburbio de Boston. Es el tercero de seis hijos (dos mujeres y cuatro hombres) de una familia de ascendencia irlandesa. Su padre, el Dr. Thomas O'Brien, era un médico de investigación en el Hospital Brigham and Women's y profesor asociado en la escuela médica de Harvard, especializado en enfermedades infecciosas. Su madre, Ruth Reardon O'Brien, era miembro de Ropes & Gray, una asesoría jurídica de Boston. Su hermana Jane es guionista de comedias y productora.

### Estudios
Conan O'Brien fue a Harvard. Se graduó magna cum laude en 1985 con un diploma en Historia Estadounidense.
También estudió mucho sobre la cultura de América Española. Luego realizó un doctorado en Historia del Arte y una maestría en Yale.

## Filmografía
- Saturday Night Live (1988-1991) Escritor y extra.
- Los Simpson (1991-1992, escritor y productor; 1994, actor de cameo (en el episodio "Bart se hace famoso").
- Late Night with Conan O'Brien (septiembre de 1993-febrero de 2009), presentador.
- The Tonight Show with Conan O'Brien (junio de 2009-enero de 2010), presentador.
- Conan (noviembre de 2010-junio de 2021), presentador.
- Happy Ending Again drama coreano (febrero de 2016), cameo.
- Conan "Made in Mexico" (2017).
- Mi adorable maldición, telenovela mexicana (febrero de 2017), participación especial; Joseph Robinson[3]
- Final Space (2018), showrunner, productor ejecutivo, guionista.
- Please Don't Destroy: The Treasure of Foggy Mountain (2023)[4]